# Иманов, Лятиф Мухтар оглы
Лятиф Мухтар оглы Иманов (азерб. Lətif İmanov) — азербайджанский и советский физик, академик Академии наук Азербайджанской ССР (1976), Заслуженный деятель науки Азербайджанской ССР (1979).

## Биография

Мемориальная доска на стене дома в Баку, в котором жил Лятиф Иманов. Скульптор Натик Алиев.

Лятиф Иманов родился в 1922 году в Шуше. В 1944 году окончил Азербайджанский университет. С этого же года работал в Институте физики Академии наук Азербайджанской ССР. А с 1950 года одновременно с работой преподавал в университете. С 1954 года Лятиф Иманов являлся заведующим сектором радиофизики и спектроскопии. В 1979 году Лятифу Иманову было присвоено имя заслуженного деятеля науки Азербайджанской ССР. Скончался учёный через год, в 1980.

## Научная деятельность
Среди работ Иманова можно выделить работы, посвящённые радиоспектроскопии, и особенно изучению энергетических и структурных характеристик молекул, а также процессов молекулярного движения и взаимодействия в конденсированных средах. Лятиф Иманов установил существование одной молекулы (Н-пропанола) в пяти неэквивалентных ротамерных состояниях.
В классе ароматических соединений Лятиф Иманов нашёл диэлектрические критерии степени локального упорядочения. Он также определил присутствия поворотных изомеров, совместимости низко- и высокомолекулярного компонентов и интервала концентраций, в котором происходит механическое упрочнение стекловидной системы. Лятифом Имановым также построена модель динамической структуры уксусной кислоты и водных растворов аминокислот.